# Dutton (Montana)
Dutton es un pueblo ubicado en el condado de Teton en el estado estadounidense de Montana. En el Censo de 2010 tenía una población de 316 habitantes y una densidad poblacional de 388,56 personas por km².

## Geografía
Dutton se encuentra ubicado en las coordenadas 47°50′51″N 111°42′51″O / 47.84750, -111.71417. Según la Oficina del Censo de los Estados Unidos, Dutton tiene una superficie total de 0.81 km², de la cual 0.81 km² corresponden a tierra firme y (0%) 0 km² es agua.

## Demografía
Según el censo de 2010, había 316 personas residiendo en Dutton. La densidad de población era de 388,56 hab./km². De los 316 habitantes, Dutton estaba compuesto por el 96.84% blancos, el 0% eran afroamericanos, el 0.32% eran amerindios, el 0% eran asiáticos, el 0% eran isleños del Pacífico, el 0% eran de otras razas y el 2.85% pertenecían a dos o más razas. Del total de la población el 4.11% eran hispanos o latinos de cualquier raza.